# دولة حامية

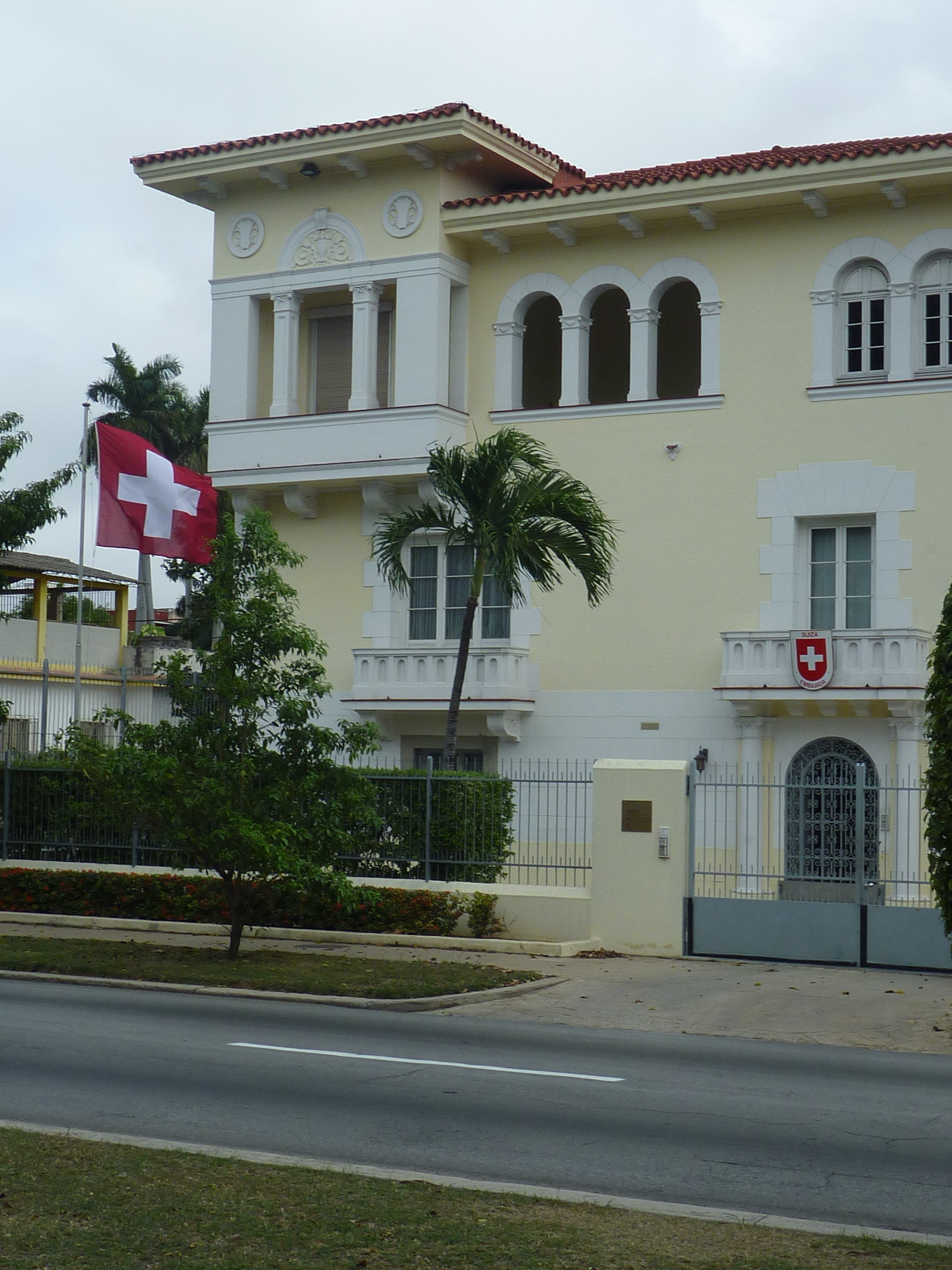
كانت سويسرا خلال الفترة من عام 1961 حتى عام 2015 الدولة الحامية للولايات المتحدة في كوبا. كان محلق المصالح الأمريكية في هافانا تابعًا من الناحية الرسمية لسفارة دولة سويسرا، وهذا رغم عمل موظفين من السلك الدبلوماسي الأمريكي فيه.

الدولة الحامية هي دولة تُمثل دولة أخرى ذات سيادة في بلد تفتقر فيه إلى التمثيل الدبلوماسي. أصبح من الشائع تعيين دول حامية عندما تقطع دولتان العلاقات الدبلوماسية مع بعضهما البعض. الدولة الحامية مسؤولة عن رعاية الممتلكات الدبلوماسية للدولة المرسلة والمواطنين في الدولة المستضيفة. تتحرى الدولة الحامية أيضًا عن رفاهية أسرى الحرب في حالة قطع العلاقات الدبلوماسية مع اندلاع الحرب، وتعتني بمصالح المدنيين في الأراضي التي يحتلها العدو.
يعود تأسيس الدولة الحامية إلى الحرب الفرنسية البروسية في عام 1870، وأُضفي عليه طابع رسمي في اتفاقية جنيف لعام 1929. اعتُمدت الدولة الحامية في جميع اتفاقيات جنيف الأربع لعام 1949. إضافةً إلى ذلك، يُمكن تعيين اللجنة الدولية للصليب الأحمر نفسه كدولة حامية بموجب البروتوكول الأول (لعام 1977). أُضفي طابع رسمي على ممارسة اختيار الدولة الحامية في وقت السلم في اتفاقية فيينا للعلاقات الدبلوماسية (لعام 1961).

## الدبلوماسية

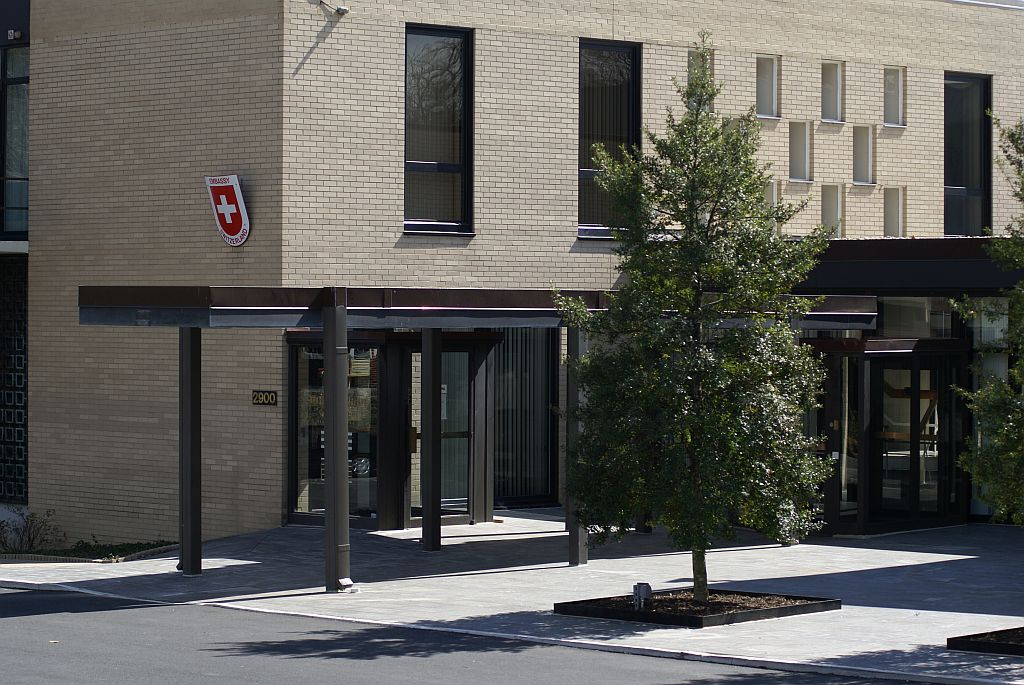
سفارة سويسرا في الولايات المتحدة

تُعين الدولة المرسلة الدولة الحامية ويجب أن تكون مقبولة أيضًا من قبل الدولة المستضيفة. لذلك يجب الحفاظ على العلاقات الدبلوماسية مع كلتا الدولتين. تفرض اتفاقيات جنيف أيضًا في وقت الحرب على الدولة الحامية أن تكون دولة محايدة. يُتفق على المسؤوليات والترتيبات المحددة بين الدولة الحامية والدولة المرسلة والدولة المستضيفة.
تُنفذ الدولة الحامية في تكليف شامل معظم المهام الدبلوماسية نيابةً عن الدولة المحمية. وهذا أمر ضروري عندما تكون العلاقات عدائية في الدول المتنازعة لدرجة عدم وجود موظفين دبلوماسيين أو قنصليين على أراضي بعضهم البعض. تُنفذ السويد على سبيل المثال مهامًا قنصلية محدودة للولايات المتحدة وكندا وأستراليا في كوريا الشمالية.
تقطع الدولتان العلاقات الدبلوماسية في حالات أخرى، لكنهما على استعداد لتبادل الأفراد على أساس غير رسمي. تكون الدولة الحامية بمثابة آلية لتسهيل هذا التبادل. يعمل في سفارة الدولة المحمية موظفوها الدبلوماسيون، لكن يُطلق عليها رسميًا «قسم المصالح» للدولة الحامية. عمل الكوبيون في قسم المصالح الكوبية بين عامي 1991 و2015 وشغل القسم السفارة الكوبية القديمة في واشنطن العاصمة، لكنه رسميًا أحد أقسام السفارة السويسرية في الولايات المتحدة. يعمل بدلًا من ذلك دبلوماسيو الدولة الحامية في «قسم المصالح»، عندما تكون العلاقات متوترة على نحو استثنائي، كما هو الحال أثناء الحرب. عندما قطعت العراق والولايات المتحدة على سبيل المثال العلاقات الدبلوماسية بسبب حرب الخليج الثانية، أصبحت بولندا دولة حامية للولايات المتحدة. ترأس دبلوماسي بولندي قسم المصالح الأمريكية في السفارة البولندية في العراق.
لا يُشترط اختيار نفس الدولة الحامية من قبل كلا البلدين، على الرغم من أن هذا مناسب لأغراض الاتصال. يجوز لكل منهما تعيين دولة حامية مختلفة، بشرط أن يكون هذا الخيار مقبولًا لدى الدولة الأخرى. لا يُشترط أيضًا اختيار دولة ما لدولة حامية واحدة فقط في الدولة المستقبلة. عيّنت اليابان أثناء الحرب العالمية الثانية كلًا من إسبانيا والسويد وسويسرا لتكون دول حماية لها في الولايات المتحدة.

## التاريخ

### الأصول
على الرغم من وجود الدول الحامية في الاستخدام الدبلوماسي منذ القرن السادس عشر، إلا أن التأسيس الحديث للدولة الحامية ظهر في الحرب الفرنسية البروسية عام 1870 – 1871. عيّنت جميع الدول المحاربة دولًا حامية، والذي استلزم طرد الدبلوماسيين وفرض قيود على الأعداء الأجانب. عملت الولايات المتحدة كدولة حامية للاتحاد الألماني الشمالي والعديد من الدويلات الألمانية الصُغرى، في حين كانت سويسرا دولة حامية لبادن ومملكة بافاريا وعملت روسيا كدولة حامية لمملكة فورتمبيرغ. عملت المملكة المتحدة في الوقت نفسه كدولة حامية لفرنسا.
وضعت الجهود النشطة التي بذلها إليهو ب. واشبورن، وزير الولايات المتحدة في فرنسا، سابقة لأعمال الدول الحامية في الحرب. ارتفع العلم الأمريكي فوق سفارة الاتحاد الألماني الشمالي، ونُقل أرشيف السفارة إلى مفوضية الولايات المتحدة لحفظها. رتب واشبورن لإجلاء 30,000 شخص من رعية ألمانيا الشمالية من فرنسا في الأيام الأولى للحرب. فُوض أيضًا لحماية سبع قنصليات تابعة لأمريكا اللاتينية بصفته رئيس البعثة الوحيد القادم من دولة كبرى ليبقى في العاصمة الفرنسية أثناء حصار باريس، وكان مسؤولًا عن إطعام 3,000 مدني ألماني عالقين في المدينة.

### التطورات المبكرة
أصبح تعيين دول حاملة قانونًا دوليًا عرفيًا، بعد الحرب الفرنسية البروسية. وسعت الدول الحامية مسئولياتها بموافقة الدول المحاربة، في الحروب اللاحقة. اختار كلا الجانبان الصيني والياباني الولايات المتحدة كدولة حامية في الحرب الصينية اليابانية الأولى، مؤسسين لمفهوم التفويض المتبادل. طلبت الولايات المتحدة تفتيشًا محايدًا لمعسكرات أسرى الحرب لأول مرة، أثناء الحرب الإسبانية الأمريكية.
نشأت نزاعات حول حقوق ومسؤوليات الدول الحامية، نظرًا لعدم إضفاء طابع رسمي على تأسيس الدولة الحامية بموجب المعاهدة. اختارت الإمبراطورية البريطانية الولايات المتحدة لتكون الدولة الحامية لها في حرب البوير الثانية، لكن رفض البوير السماح للولايات المتحدة بنقل الأموال من الحكومة البريطانية إلى أسرى الحرب. لم تتمكن هولندا، بصفتها دولة حامية لجمهوريات بوير، من تأمين اتفاق لتبادل أسماء أسرى الحرب. وافقت الدول المحاربة بعد ذلك بعامين خلال الحرب الروسية اليابانية على تبادل قوائم الأسرى، عن طريق التواصل مع فرنسا كدولة حامية لروسيا والولايات المتحدة كدولة حامية لليابان. أصبحت ممارسة تبادل قوائم الأسرى من الأمور المعتادة والتي أُدرجت في نهاية المطاف في اتفاقية جنيف لعام 1929.

### الحربان العالميتان
كانت الولايات المتحدة في البداية خيارًا شعبيًا للدولة الحامية، بالعودة إلى حمايتها للاتحاد الألماني الشمالي أثناء الحرب الفرنسية البروسية. جاءت ذروة الحماية الدبلوماسية الأمريكية خلال الحرب العالمية الأولى، عندما قبلت الولايات المتحدة تفويضات متبادلة من أكبر خمس دول محاربة من كلا الجانبين: بريطانيا وفرنسا والنمسا والمجر وألمانيا والدولة العثمانية. قبلت الولايات المتحدة بين عامي 1914 و1917 ما مجموعه 54 تفويضًا لتكون دولة حامية. عندما دخلت الولايات المتحدة الحرب في جانب الحلفاء في عام 1917، نُقلت التفويضات الأمريكية إلى دول محايدة صُغري، إذ أصبحت هولندا وإسبانيا وسويسرا خيارات شعبية.
أُضفي طابع رسمي أخيرًا في الفترة ما بين الحربين العالميتين على دور الدولة الحامية في اتفاقية جنيف لعام 1929. سُمح للدول الحامية بتفتيش معسكرات أسرى الحرب ومقابلة الأسرى على انفراد والتواصل بحرية مع الأسرى وتزويد مكتبة السجن بالكتب. ومع ذلك، رُفض اقتراح قدمته اللجنة الدولية للصليب الأحمر بأنها مسؤولة عن ضمان الامتثال للمعاهدة.
بقيت الولايات المتحدة خيارًا شعبيًا في بداية الحرب العالمية الثانية، إذ قبلت 75 تفويضًا نيابة عن دول الحلفاء بين عامي 1939 و1941. ومع ذلك، لم تعد الولايات المتحدة خيارًا محايدًا نزيهًا، ولم تطلب أي دولة من دول المحور من الولايات المتحدة أن تكون دولة حامية لها. استبعد النطاق الأكبر للحرب أيضًا دولتين من أكثر الدول الحامية شعبية في الحرب العالمية الأولى: بقيت إسبانيا الفرانكوية محايدة ولكنها كانت مائلة إلى دول المحور، واحتلت ألمانيا هولندا. أصبحت سويسرا والسويد نتيجة لذلك أكثر الخيارات شعبية للدول الحامية. تعهدت سويسرا رسميًا بـ 219 تفويضًا لـ 35 ولاية، ومثلت ثماني ولايات أخرى بشكل غير رسمي، في حين قبلت السويد 114 تفويضًا لـ 28 دولة.